# Ibrahima Touré
Pour les articles homonymes, voir Touré.
Ibrahima Touré, né le 17 décembre 1985 à Dakar au Sénégal, est un footballeur international sénégalais évoluant au poste d'attaquant.

## Biographie

### En club
Formé au Centre Aldo Gentina de Dakar, Ibrahima Touré est repéré par Jean Fernandez et rejoint l'Europe au FC Metz mais il est envoyé en Chine au bout d'un mois. Après cette expérience, il rejoint le club marocain de Wydad de Casablanca avec lequel il remporte le championnat du Maroc 2005-2006.
Il évolue ensuite en 2007 en Iran sous les couleurs du Paykan Tehran FC et se fait remarquer en inscrivant 13 buts dès sa première saison. Il rejoint l'année suivante le champion en titre, le Persepolis FC.
Le 26 janvier 2012, recruté par Jean-Luc Buisine alors qu'il portait les couleurs d'Ajman Club, il rejoint l'AS Monaco pour renforcer une ligne d'attaque assez mal en point depuis le début de la saison. Dès lors, il surprend tout son monde, réalisant la performance de 8 buts marqués lors de ses 12 premiers matches avec le club de la Principauté ainsi que 3 passes décisives. Il est également élu meilleur joueur du mois de mars en Ligue 2. À la fin de la saison 2011-2012, il devient meilleur buteur monégasque en championnat avec 10 réalisations soit deux de plus que Valère Germain.
Avec l'arrivée du nouvel entraîneur Claudio Ranieri, Ibrahima Touré commence la saison 2012-2013 comme il a fini la précédente, en marquant. En effet, lors de la première journée, le Sénégalais trouve le chemin des filets et son équipe triomphe du Tours FC 4-0. Après cinq journées de Ligue 2, Touré apparaît seul en tête au classement des buteurs avec six réalisations, malgré un penalty raté lors de la quatrième journée contre Guingamp. Lors de la 8e journée, il inscrit un triplé contre le RC Lens et monte son compteur personnel à neuf buts inscrits en huit matchs. À la trêve, il est le meilleur buteur de Ligue 2 avec 16 réalisations, il finira l'année 2012 avec un doublé face au Mans.
Cependant, il perd son efficacité en 2013 ainsi que sa place de titulaire. Il doit attendre près de cinq mois pour retrouver le chemin des filets avec un but à Nîmes le 11 mai pour offrir la victoire à son équipe (1-0) et officialiser la montée du club en Ligue 1. Il inscrit son dernier but la semaine suivante lors d'une victoire contre Le Mans FC qui sacre son club Champion de France de Ligue 2.
Mais une fois en Ligue 1, la LFP impose à Monaco de choisir entre Touré et Falcao dans son effectif, puisqu'elle estime qu'en plus du régime fiscal particulier dont bénéficie le club, cette association d'attaque constituerait une concurrence déloyale. Malgré son souhait de rester en France, il décide finalement de retourner aux Émirats arabes unis et est transféré à Al Nasr Dubaï.
Désireux de rebondir en Europe après une expérience en Chine, il s'engage avec le Gazélec Ajaccio le 20 novembre 2017 pour un contrat le liant avec les gaziers jusqu'à la fin de la saison de Ligue 2 2017-2018 avec une année supplémentaire en option jusqu'à janvier 2019.
À la suite de ses bonnes performances avec l'ASM, il est appelé pour la première fois en équipe du Sénégal pour un match amical contre le Maroc le 25 mai 2012. Il fait ses débuts en entrant à la mi-temps de la rencontre, gagnée 1-0 par les Lions de la Teranga.

## Statistiques détaillées

### En club
| Saison                | Club                  | Championnat           | Championnat | Championnat | Coupe nationale | Coupe nationale | Coupe de la Ligue | Coupe de la Ligue | Compétition(s) continentale(s) | Compétition(s) continentale(s) | Compétition(s) continentale(s) | Total | Total |
| Saison                | Club                  | Division              | M.          | B.          | M.              | B.              | M.                | B.                | Comp.                          | M.                             | B.                             | M.    | B.    |
| 2007-2008             | Paykan Téhéran (prêt) | Ligue Pro Iran        | 21          | 13          | 1               | 0               | -                 | -                 | -                              | -                              | -                              | 22    | 13    |
| Sous-total            | Sous-total            | Sous-total            | 21          | 13          | 1               | 0               | -                 | -                 | -                              | -                              | -                              | 22    | 13    |
| 2008-2009             | Persépolis Téhéran    | Ligue Pro Iran        | 24          | 11          | 3               | 1               | -                 | -                 | ACL                            | 4                              | 1                              | 31    | 13    |
| Sous-total            | Sous-total            | Sous-total            | 24          | 11          | 3               | 1               | -                 | -                 | -                              | 4                              | 1                              | 31    | 13    |
| 2009-2010             | Sepahan Ispahan       | Ligue Pro Iran        | 24          | 18          | 2               | 1               | -                 | -                 | ACL                            | 6                              | 1                              | 32    | 20    |
| 2010-2011             | Sepahan Ispahan       | Ligue Pro Iran        | 27          | 18          | 2               | 1               | -                 | -                 | ACL                            | 7                              | 5                              | 36    | 24    |
| Sous-total            | Sous-total            | Sous-total            | 51          | 36          | 4               | 2               | -                 | -                 | -                              | 13                             | 6                              | 68    | 44    |
| 2011-2012             | Ajman Club            | UAE Pro-League        | 10          | 7           | 6               | 7               | -                 | -                 | -                              | -                              | -                              | 16    | 14    |
| Sous-total            | Sous-total            | Sous-total            | 10          | 7           | 6               | 7               | -                 | -                 | -                              | -                              | -                              | 16    | 14    |
| 2011-2012             | AS Monaco             | Ligue 2               | 17          | 10          | -               | -               | -                 | -                 | -                              | -                              | -                              | 17    | 10    |
| 2012-2013             | AS Monaco             | Ligue 2               | 35          | 18          | 2               | 0               | 4                 | 3                 | -                              | -                              | -                              | 41    | 21    |
| Sous-total            | Sous-total            | Sous-total            | 52          | 28          | 2               | 0               | 4                 | 3                 | -                              | -                              | -                              | 58    | 31    |
| 2013-2014             | Al Nasr Dubaï         | Arabian Gulf League   | 20          | 16          | 9               | 4               | -                 | -                 | -                              | -                              | -                              | 29    | 20    |
| 2014-2015             | Al Nasr Dubaï         | Arabian Gulf League   | 23          | 18          | 12              | 6               | -                 | -                 | -                              | -                              | -                              | 35    | 24    |
| Sous-total            | Sous-total            | Sous-total            | 43          | 34          | 21              | 10              | -                 | -                 | -                              | -                              | -                              | 64    | 44    |
| 2016                  | Liaoning Whowin       | CSL                   | 10          | 2           | -               | -               | -                 | -                 | -                              | -                              | -                              | 10    | 2     |
| Sous-total            | Sous-total            | Sous-total            | 10          | 2           | -               | -               | -                 | -                 | -                              | -                              | -                              | 10    | 2     |
| 2017-2018             | GFC Ajaccio           | Ligue 2               | 6           | 1           | 1               | 1               | -                 | -                 | -                              | -                              | -                              | 7     | 2     |
| Sous-total            | Sous-total            | Sous-total            | 6           | 1           | 1               | 1               | -                 | -                 | -                              | -                              | -                              | 7     | 2     |
| Total sur la carrière | Total sur la carrière | Total sur la carrière | 217         | 132         | 38              | 21              | 4                 | 3                 | -                              | 17                             | 7                              | 276   | 163   |

### En sélection nationale
| Sélection | Année | Éliminatoires CAN | Éliminatoires CAN | CAN    | CAN  | Éliminatoires CDM | Éliminatoires CDM | Coupe du monde | Coupe du monde | Matchs amicaux | Matchs amicaux | Total  | Total |
| Sélection | Année | Matchs            | Buts              | Matchs | Buts | Matchs            | Buts              | Matchs         | Buts           | Matchs         | Buts           | Matchs | Buts  |
| --------- | ----- | ----------------- | ----------------- | ------ | ---- | ----------------- | ----------------- | -------------- | -------------- | -------------- | -------------- | ------ | ----- |
| Sénégal A | 2012  | 1                 | 0                 | —      | —    | 2                 | 0                 | —              | —              | 1              | 0              | 4      | 0     |
| Sénégal A | Total | 1                 | 0                 | —      | —    | 2                 | 0                 | —              | —              | 1              | 0              | 4      | 0     |

Mise à jour le 8 septembre 2012

## Style de jeu
Le style de jeu d'Ibrahima se caractérise par une capacité à prendre rapidement les espaces dans la profondeur grâce à son placement et à ses accélérations. Puissant et athlétique, il dispose également d'un très bon pied droit ainsi que d'un très bon jeu de tête comme en témoignent ses nombreux buts inscrits de la tête durant sa carrière.

## Palmarès

### En club
| - Wydad de Casablanca - GNF 1 - Vainqueur : 2005-2006 |  | - Sepahan - Iran Pro League - Vainqueur : 2009-2010, 2010-2011. |  | - AS Monaco - Ligue 2 - Vainqueur : 2013. |  | - Al Nasr Dubaï - Coupe du golfe des clubs champions - Vainqueur : 2014. |

### Distinctions personnelles
- Joueur du mois de Ligue 2 : mars 2012[7], novembre 2012[8], décembre 2012.